# 100,000,000 Bon Jovi Fans Can't Be Wrong
100,000,000 Bon Jovi Fans Can't Be Wrong är en samling av outgivet material från Bon Jovi, utgivet den 22 november 2004. Den släpptes i och med 20-årsjubileet. Även en DVD där bandet pratar om låtarna och lite outgivet material finns med.
Titeln 100,000,000 Bon Jovi Fans Can't Be Wrong fick de ifrån Elvis Presleys 50,000,000 Elvis Fans Can't Be Wrong. Namnet betyder också att de sålt 100,000,000 skivor.
Detta är den enda skivan som har Richie Sambora, David Bryan och Tico Torres på sång. Däremot Sambora har sjungit en del live.

## Låtförteckning
cd 1
1. Why Aren't You Dead? - (Jon Bon Jovi/Richie Sambora/Desmond Child)
2. The Radio Saved My Life - (J.Bon Jovi/R.Sambora)
3. Taking It back - (J. Bon Jovi/R. Sambora)
4. Someday Ill Be Saturday Night (DEMO) - (J. Bon Jovi/R. Sambora/D. Child)
5. Miss Fourth Of July - (J. Bon Jovi)
6. Open All Night - (J. Bon Jovi/D. Child/E. Bazilian)
7. These Arms Are Open All Night - (J. Bon Jovi/B. Falcon)
8. I Get A Rush - (J. Bon Jovi/D. Child/Bazilian)
9. Someday Just Might To Be Tonight - (J. Bon Jovi/R. Sambora/Makr Hudson)
10. Thief Of Hearts - (J. Bon jovi/P. Leonard)
11. Last Man Standing - (Jon Bon Jovi/Falcon)
12. I Just Want To Be Your Man - (J. Bon Jovi)

cd 2
1. Garageland - (J. Bon Jovi/R. Sambora)
2. Starting All Over Again - (J. Bon Jovi/R. Sambora)
3. Maybe Someday - (J. Bon Jovi/R. Sambora)
4. Last Chance Train - (J. Bon Jovi/M. Hudson)
5. The Fire Inside - (Jon Bon Jovi)
6. Every Beat Of My Heart - (J. Bon Jovi/R. Sambora)
7. Rich Man living In a Poor Mans House - (J. Bon Jovi/David A. Stewart)
8. The One That Got Away - (J. Bon Jovi/R. Sambora)
9. You Can Slepp When Im Dream - (J. Bon Jovi/Hudson/Dean Grakal)
10. Outlwas Of Love - (J. Bon Jovi/R. Sambora)
11. Good Guys Do Not Always Wear White - (J. Bon Jovi/R. Sambora)
12. We Rule The Night - (J. Bon Jovi/R. Sambora)

cd 3
1. Edge Of A Broken Heart - (J. Bon Jovi/R. Sambora/D. Child)
2. Symphaty - (J. Bon Jovi/R. Sambora)
3. Only In My Dreams - (J. Bon Jovi) - Tico Torres Vocals
4. Shut Up And Kiss Me - (J. Bon Jovi/R. Sambora/D. Child)
5. Crazy Love - (J. Bon Jovi/Hudson/Stewart)
6. Lonely at The Top - (J. Bon Jovi/R. Sambora)
7. Ordinary People - (J. Bon Jovi/R. Sambora/David Bryan)
8. Flash And Bone - (J. Bon Jovi/R. Sambora/D. Bryan)
9. Satellite - (J. Bon Jovi/R. Sambora/D. Child)
10. If I Cant Have your Love - (R. Sambora/D. Child/Diane Warren) - Richie Sambora Vocals
11. Real Life - (J. Bon Jovi/D. Child)
12. Memphis lives inside me - (D. Bryan/Joie DiPetro) - David Bryan Vocals
13. Too Much Of A Good Thing - (J. Bon Jovi/R. Sambora/Richie Supa)

cd 4
1. Love Ain’t Nothing but a Four Letter Word - (J. Bon Jovi/R. Sambora/D. Bryan)
2. Love Ain’t Nothing but a Four Letter Word - (J. Bon Jovi)
3. River Runs Dry - (J. Bon Jovi/D. Child)
4. Always (DEMO) - (J. Bon Jovi)
5. Kidnappe A Angel - (J. Bon Jovi/Falcon)
6. Breath - (J. Bon Jovi/R. Sambora/Marti Fredricksen)
7. Out Of Bounds - (J. Bon Jovi/R. Sambora)
8. Letter To A Friends - (J. Bon Jovi)
9. Temptation - (J. Bon Jovi)
10. Got to Have A Reason - (J. Bon Jov/R. Sambora/Michael Kamen)
11. All I Wanna Is You - (J. Bon Jovi/R. Sambora)
12. Billy - (J. Bon Jovi/R. Sambora)
13. Nobody Is Hero - (J. Bon Jovi/R. Sambora)GÖMD LÅT Living On A Prayer (DEMO) (J. Bon Jovi/R. Sambora)